# 克列帕奇 (斯拉武塔區)
50°29′28″N 26°57′25″E / 50.49111°N 26.95694°E
克列帕奇（烏克蘭語：Клепачі）是位於烏克蘭西部赫梅利尼茨基州裏舍佩蒂夫卡區的村莊，始建於1602年，面積2.39平方公里，海拔高度217米，2001年人口784，人口密度每平方公里328人。